# Anna Ntountounaki
Anna Ntountounaki (grekiska: Άννα Ντουντουνάκη), född 9 september 1995, är en grekisk simmare.

## Karriär
Vid EM 2024 i Belgrad tog Ntountounaki brons på 50 meter fjärilsim.